# Weite Kapelle

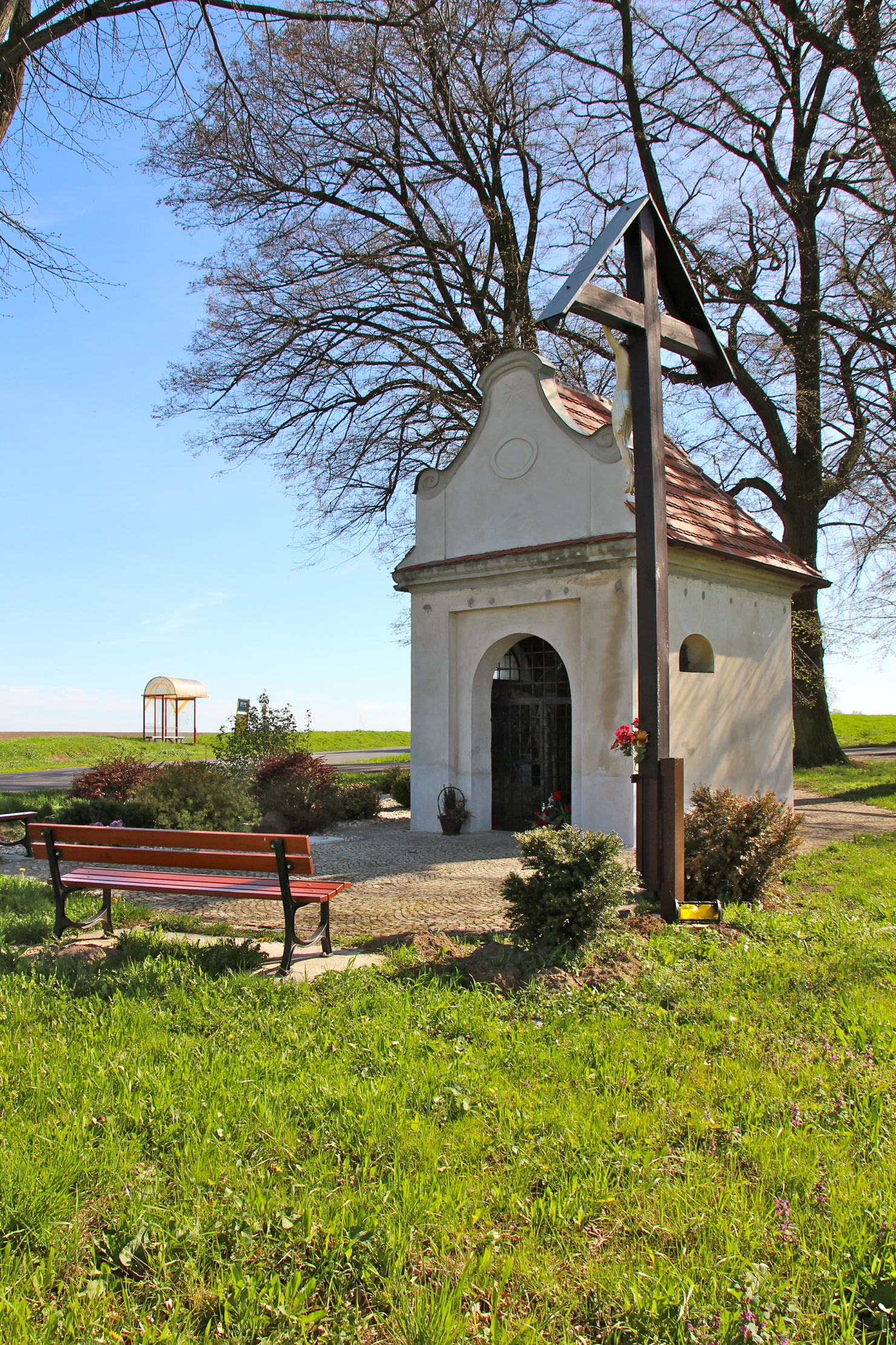
Die Weite Kapelle

Die Weite Kapelle, eine barocke Wegkapelle aus dem 18. Jahrhundert im oberschlesischen Oberglogau (Głogówek), befindet sich in der Nähe des Oberglogauer Stadtteils Głogowiec (Glöglichen) und ist umgeben von alten Linden. Daneben befindet sich ein hölzernes Wegkreuz. Die Kapelle ist Ziel von Prozessionen.
Die steinerne Kapelle mit einer Grundfläche von 9 m² ist innen kunstvoll ausgestaltet und beherbergt ein Madonnenbildnis mit Jesuskind, eine hölzerne Kopie des Gnadenbildes von Wartha. Ferner stellen zwei Fresken zum einen den Wallfahrtsort Wartha mit der Wallfahrtskirche und dem Kapellenberg dar und zum anderen die Errettung des Majoratsherren Franz Eusebius von Oppersdorff aus den Hochwasserfluten des überschwemmten Hotzenplotztals. Durch eine eiserne Gittertür im Eingang wird der freie Blick von außen in die Kapelle ermöglicht.
Die Wegkapelle wurde an der Stelle errichtet, an der von der Landstraße von Oberglogau nach Leobschütz die Verbindungsstraße nach Glöglichen abzweigt. Sie wurde 1762 erbaut, wie aus der Inschrift der Giebelfassade über dem Eingang hervorgeht. Majoratsherr Graf Heinrich Ferdinand von Oppersdorff ließ die Wegkapelle erbauen, um an die Errettung seines Vorfahren Franz Eusebius zu erinnern, die als wundersam galt. Dieser wurde 1658 bei einem Ausflug zusammen mit seiner Frau Anna (geborene von Brandis) und seiner Familie von den Fluten eines Hochwassers überrascht, als diese die Dirschelwitzer Furt durch die Hotzenplotz durchfahren wollten. Für die Kapelle wählte man bewusst den belebten Platz an der Landstraße, im Gegensatz zum abgelegenen Ort der Errettung. Da Franz Eusebius regelmäßig die Wallfahrtskirche in Wartha in Niederschlesien besuchte, ließ man die Kapelle mit Motiven des Wallfahrtsortes ausstatten. Wer die Malereien der Kapelle ausgeführt hat, ist nicht zu ermitteln. Vor dem Ersten Weltkrieg wurden sie nachgebessert, derzeit sind sie jedoch teilweise beschädigt.
Der Name Weite Kapelle erklärt sich dadurch, dass sich bei Oberglogau insgesamt sechs Wegkapellen befinden, deren von Oberglogau entfernteste die Weite Kapelle ist. Aufgrund der Darstellungen des Wallfahrtsorts Wartha in der Kapelle wurde sie gelegentlich auch Warthakapelle genannt.

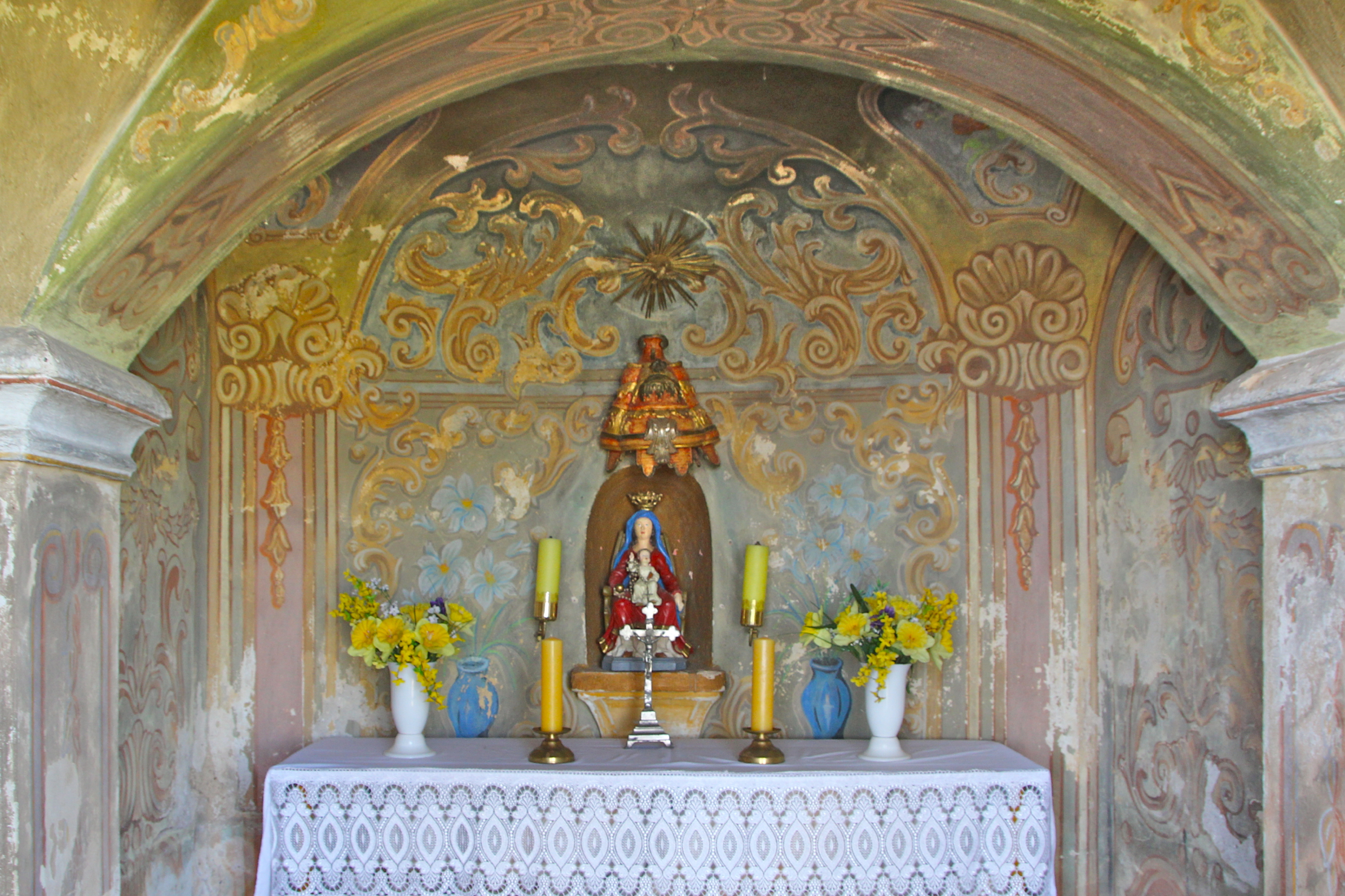
Innenansicht mit Madonnenbildnis
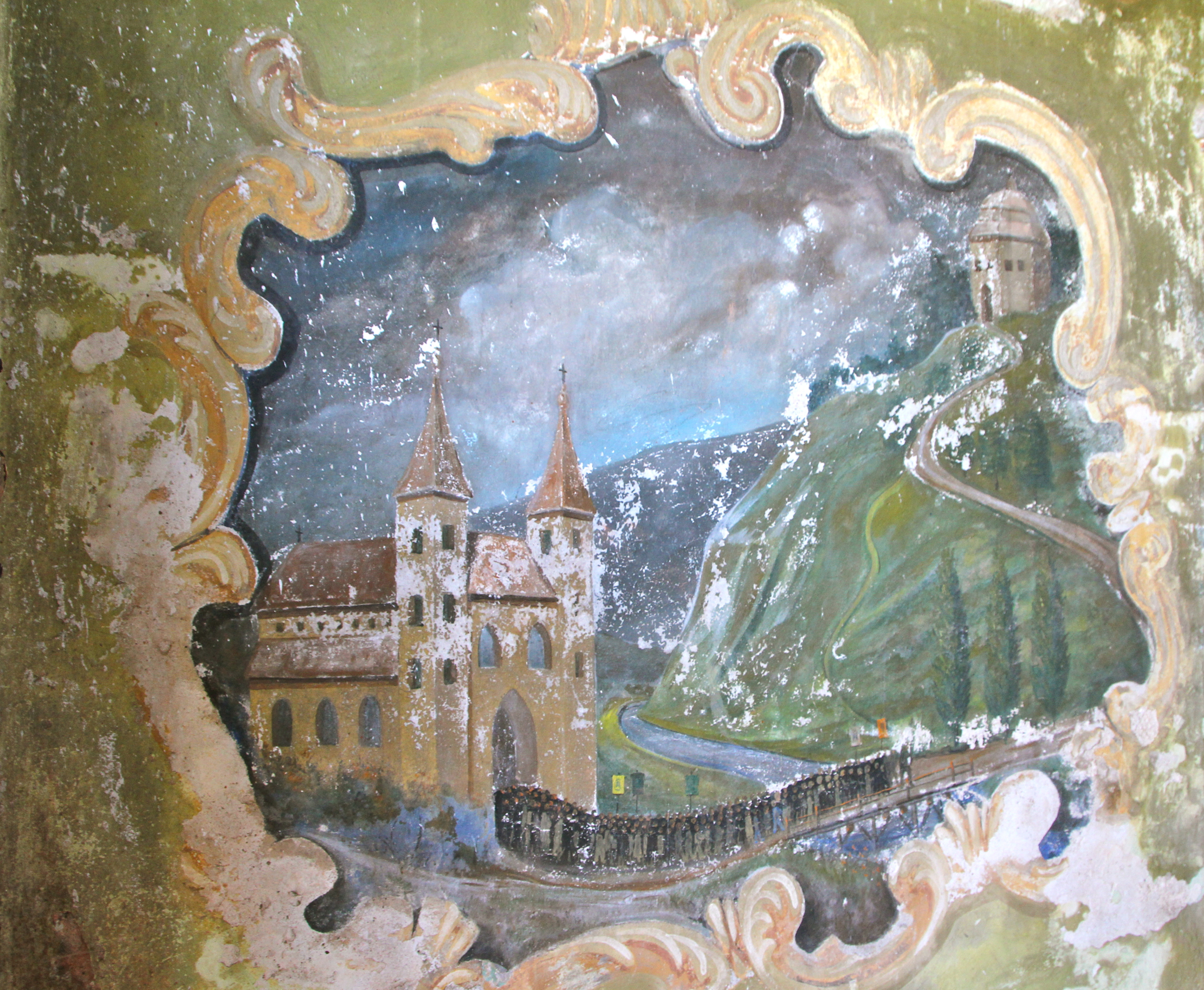
Motiv mit der Wallfahrtskirche Wartha
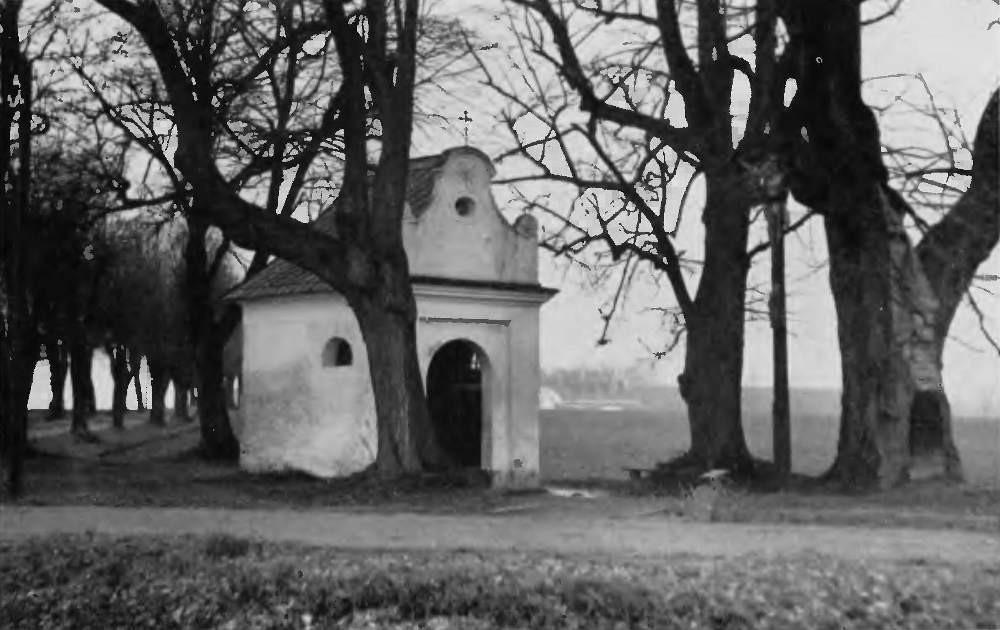
Die Weite Kapelle um 1930